# Wielersport op de Olympische Zomerspelen 2016 – teamsprint vrouwen
De teamsprint voor de vrouwen op de Olympische Zomerspelen 2016 vond plaats op vrijdag 12 augustus 2016. De Duitse ploeg won de gouden medaille in 2012 en verdedigde de olympische titel in Rio. Acht andere landen deden ook mee; na een kwalificatieronde viel één land af, waarna de overige acht ploegen in vier onderlinge duels het deelnemersveld voor de gouden en bronzen finales bepaalden.

## Resultaten

### Kwalificatieronde
| rang | land          | rensters                         | tijd   |      |
| ---- | ------------- | -------------------------------- | ------ | ---- |
| 1    | China         | Jinjie Gong Tianshi Zhong        | 32.305 | Q OR |
| 2    | Rusland       | Darja Sjmeleva Anastasia Vojnova | 32.655 | Q    |
| 3    | Duitsland     | Kristina Vogel Miriam Welte      | 32.673 | Q    |
| 4    | Australië     | Anna Meares Stephanie Morton     | 32.881 | Q    |
| 5    | Nederland     | Laurine van Riessen Elis Ligtlee | 33.189 | Q    |
| 6    | Frankrijk     | Sandie Clair Virginie Cueff      | 33.625 | Q    |
| 7    | Canada        | Kate O'Brien Monique Sullivan    | 33.735 | Q    |
| 8    | Spanje        | Tania Calvo Helena Casas Roige   | 33.891 | Q    |
| 9    | Nieuw-Zeeland | Natasha Hansen Olivia Podmore    | 34.346 |      |

### Eerste ronde
| rang | rit | land      | tijd   |      |
| ---- | --- | --------- | ------ | ---- |
| 1    | 4   | China     | 31.928 | Q WR |
| 2    | 3   | Rusland   | 32.324 | Q    |
| 3    | 1   | Australië | 32.636 | Q    |
| 4    | 2   | Duitsland | 32.806 | Q    |
| 5    | 1   | Nederland | 32.792 |      |
| 6    | 2   | Frankrijk | 33.517 |      |
| 7    | 4   | Spanje    | 33.531 |      |
| 8    | 3   | Canada    | 33.684 |      |

### Finales
| rang  | land      | tijd   |  |
| ----- | --------- | ------ |  |
| Brons | Duitsland | 32.636 |  |
| 4     | Australië | 32.658 |  |

| rang   | land    | tijd   |  |
| ------ | ------- | ------ |  |
| Goud   | China   | 32.107 |  |
| Zilver | Rusland | 32.401 |  |

2012: Welte, Vogel ·
2016: Gong, Zhong ·
2020: Bao, Zhong ·
2024: Capewell, Finucane, Marchant